# 竹内幸雄
竹内 幸雄（たけうち ゆきお、1944年12月1日 - ）は、日本の商業史・経済史の歴史学者。専門は、イギリス経済史・イギリス帝国主義論。
山梨県出身。日本大学商学部教授、同大学院商学研究科教授、同大学同学部学部次長を歴任。博士（商学）（明治大学・論文博士）。

## 略歴
1944年12月、山梨県で誕生。1967年、明治大学商学部産業経営学科を卒業。1969年、同大学大学院商学研究科商学専攻修士課程を修了（商学修士）。1974年、同大学院同研究科博士課程を単位取得満期退学。
大学院修了後は大学教員および研究者として活躍。日本大学商学部教授、および同大学院商学研究科教授を務めている。学部では商業史、大学院では商業史特殊講義、商業史特殊研究を担当している。
2003年、明治大学にて博士（商学）を取得。（論文博士）

## 専門
- 商業史
- 近代経済史
- イギリス帝国経済史

## 研究テーマ
- 自由主義と帝国の関係史
- イギリス帝国史

## 所属学会
- 社会経済史学会
- 土地制度史学会
- 歴史学研究会
- 日本西洋史学会
- イギリス帝国史研究会

## 著書

### 単著
- 『イギリス自由貿易帝国主義』新評論、1990年6月10日。
- 『MINERVA 西洋史ライブラリー；41　イギリス人の帝国―商業、金融そして博愛―』ミネルヴァ書房、2000年3月30日。
- 『自由貿易主義と大英帝国―アフリカ分割の政治経済学―』新評論、2003年3月25日。
- 『MINERVA 西洋史ライブラリー；91　自由主義とイギリス帝国―スミスの時代からイラク戦争まで―』ミネルヴァ書房、2011年2月28日。

### 収録
- 「南アフリカにおける二つの間接統治―ルガードとモレルの比較―」栗本英世・井野瀬久美惠[編]『植民地経験―人類学と歴史学からのアプローチ―』人文書院、1999年9月30日、pp.159-172。
- 「新自由主義経済学と社会福祉の制限―レセ・フェール原理主義とインド飢饉―」真屋尚生[編著]『地球規模の少子高齢化と社会保護政策への提言』日本大学「少子高齢化と社会保護政策」研究会、2009年11月30日、pp.159-172。

### 翻訳
- P・J・ケイン & A・G・ホプキンズ『ジェントルマン資本主義と大英帝国』岩波書店、1994年5月30日。（秋田茂と共訳）
- P. J. ケイン & A. G. ホプキンズ『ジェントルマン資本主義の帝国（1）―創生と膨張 1688-1914 ―』名古屋大学出版会、 1997年4月30日。（秋田茂と共訳）
  - 原著：Peter Joseph Cain & Antony Gerald Hopkins(1993), British Imperialism: Inovation and Expansion 1688-1914, Longman Group Limited.